# Bossiaea ensata
Bossiaea ensata, thường được biết đến với tên Sword Bossiaea, là một loài thực vật có hoa thuộc họ Fabaceae được tìm thấy ở miền đông Úc. Nó được Augustin Pyramus de Candolle miêu tả năm 1825. Loài này có mặt ở Queensland, New South Wales và Victoria.

## Hình ảnh

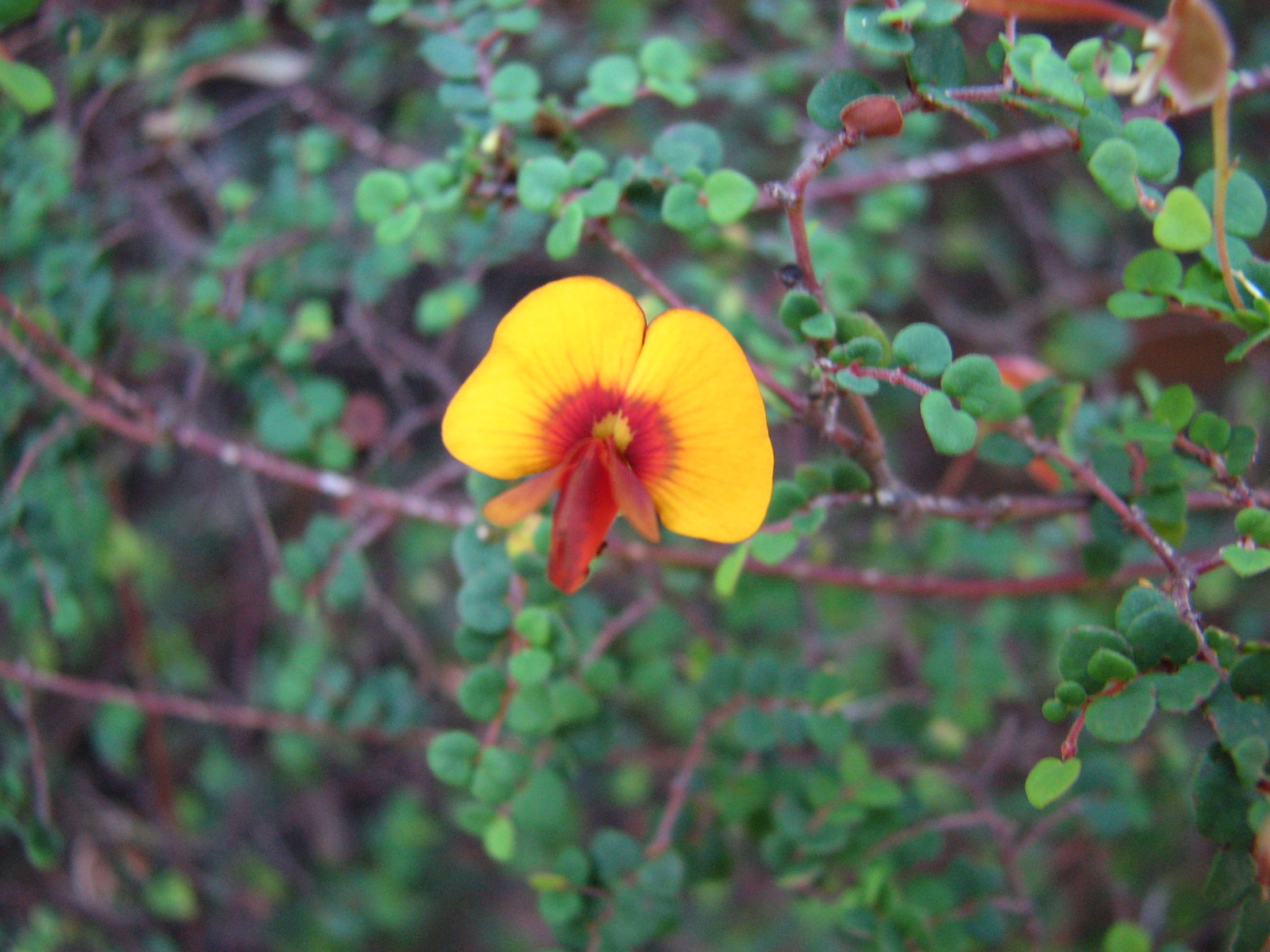
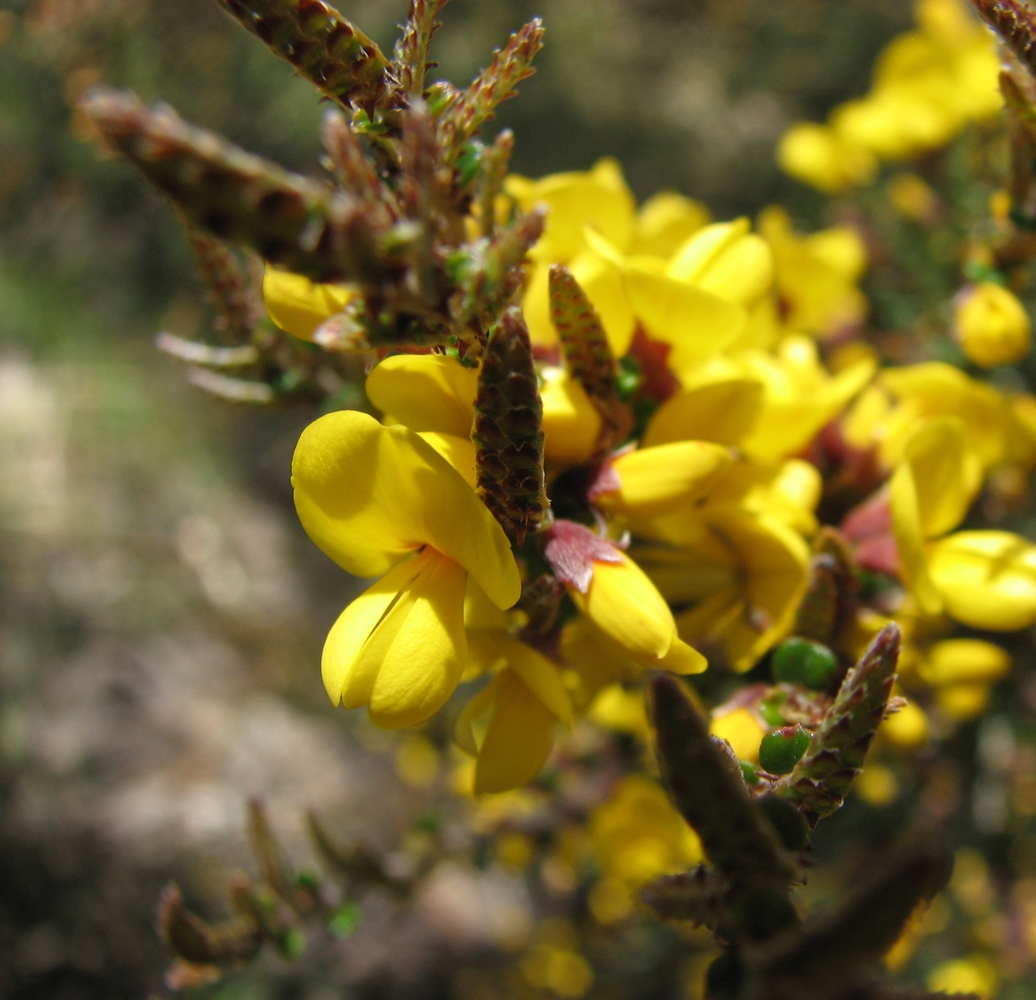
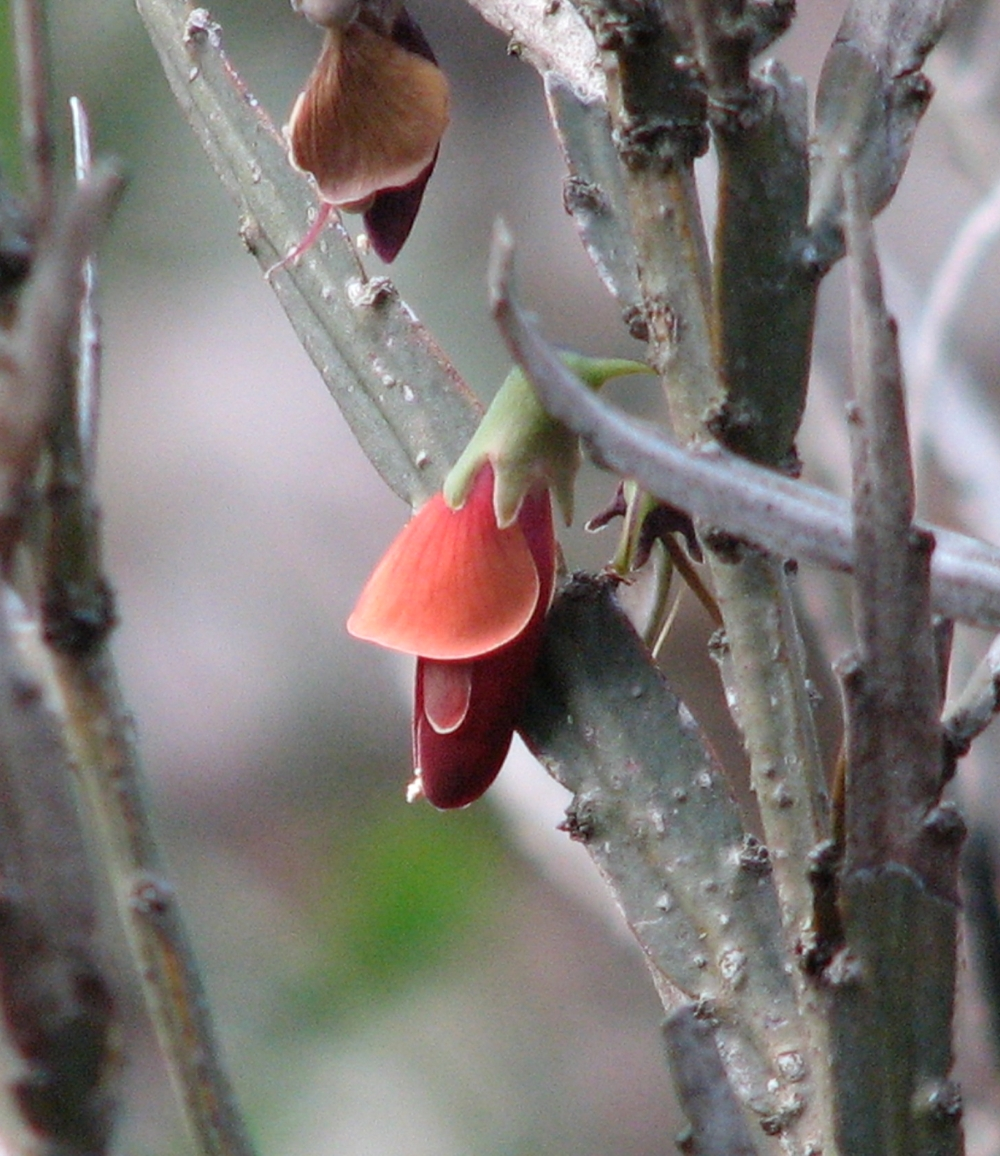
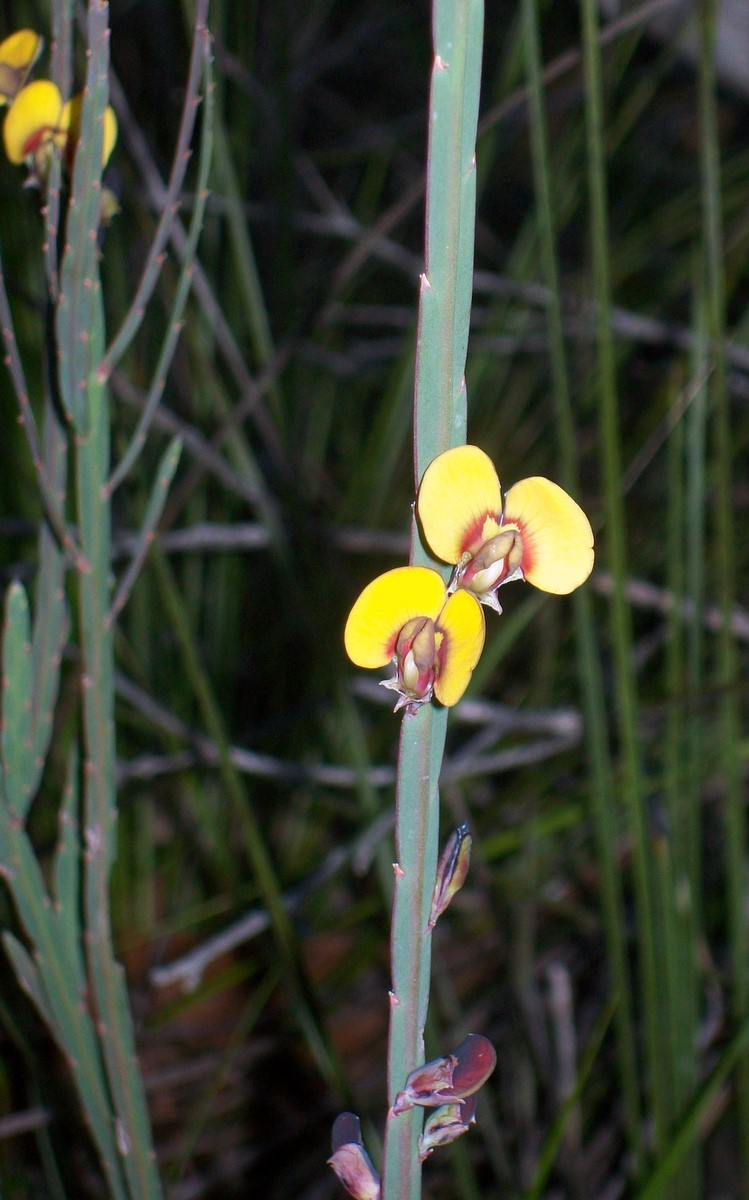